# Buraq Air
Buraq Air (arabisch طيران البراق, DMG Ṭayarān al-Burāq) ist eine libysche Fluggesellschaft mit Sitz in Tripolis und Basis auf dem Flughafen Tripolis.

## Geschichte
Buraq Air wurde im Jahr 2000 gegründet und nahm im November 2001 den Flugbetrieb mit drei Boeing 727-200 auf. In den folgenden Jahren wurde die Flotte mit gebrauchten Boeing 737-200, Ilyushin IL-76 und Let-410 ergänzt, ehe im Jahr 2005 zwei neue Boeing 737-800 bestellt wurden, die Ende 2006 ausgeliefert wurden. Daraufhin wurden mehrere ältere Maschinen ausgeflottet.
Im libyschen Bürgerkrieg wurden mehrfach Maschinen der Buraq Air, darunter eine Boeing 737-800, beschädigt, mehrere Mitarbeiter bei einem Angriff auf ein Hotel getötet und zwischenzeitlich der Flugbetrieb mehrfach unterbrochen.

## Streckennetz
Buraq Air bedient derzeit vorwiegend von Tripolis aus verschiedene Ziele im Mittelmeerraum, derzeit Istanbul, Tunis, Bengasi und Khartoum. Früher wurden unter anderem auch Kairo, Rabat und Antalya angeflogen.

## Flotte

### Aktuelle Flotte
Mit Stand Januar 2024 besteht die Flotte der Buraq Air aus drei Flugzeugen mit einem Durchschnittsalter von 19,9 Jahren:
| Flugzeugtyp     | Anzahl | bestellt | Anmerkungen               | Sitzplätze | Durchschnittsalter (Januar 2024) |
| --------------- | ------ | -------- | ------------------------- | ---------- | -------------------------------- |
| Airbus A320-200 | 1      |          |                           | - offen -  | 11,3 Jahre                       |
| Boeing 737-400  | 1      |          | inaktiv                   | - offen -  | 30,9 Jahre                       |
| Boeing 737-800  | 1      |          | mit Winglets ausgestattet | - offen -  | 17,4 Jahre                       |
| Gesamt          | 3      | -        |                           |            | 19,9 Jahre                       |

### Ehemalige Flugzeugtypen
(Quelle: )
- Boeing 727-200
- Boeing 737-200/500
- Boeing 747-200
- De Havilland DHC-8-300
- Let L-410
- McDonnell Douglas DC-10